# Thomas Weinberger
Thomas Weinberger (* 1964 in München) ist ein deutscher Architekt und Fotograf. 

## Leben
Der in München und Berlin lebende Thomas Weinberger hat ab 1986 an der TU München Architektur studiert, 1989 bis 1990 setzte er das Studium an der Facoltá di Architettura della Universitá di Sapienza in Rom fort. Er schloss das Studium mit dem Diplom an der TU München ab. Von 1995 bis 1998 arbeitete Weinberger als Architekt. Ab 1999 war er selbständiger Architekt, seit 2001 ist er aber vorwiegend als Fotograf tätig. Einzelausstellungen seiner Werke fanden in München, Paris und Sydney statt. 
Seine Fotoarbeiten waren im Jahre 2010 auf der Ausstellung Dreamlands im Centre Pompidou in Paris zu sehen. 2018 arbeitete Weinberger mit Benjamin Zuber zusammen (Ausstellung: „Machen Sie mehr aus Ihrem Wellnessurlaub“ in München).

## Stil
Die meist sehr großformatigen Fotos von Weinberger wurden von der französischen Zeitung „Le Figaro“ in die Tradition der Fotografen Bernd und Hilla Becher gestellt. Besonderes Kennzeichen seiner Werke ist eine Verfremdungstechnik, die sich dezidiert von der Becher-Schule unterscheidet. Weinberger ist mit doppelt belichteten Aufnahmen, die eine Szene sowohl bei Tageslicht als auch bei Nachtlicht einfangen, bekannt geworden. Er verwendet für diese Art der Realitätsabbildung den der Physik entlehnten Begriff der „operational reality“.